# Нданда (футбольний клуб)
Футбольний клуб «Кагера Шугер» або просто Нданда (англ. Ndanda Football Club) — професіональний танзанійський футбольний клуб з міста Мтвара. Заснований у 2011 році. Вистуає у вищому дивізіоні чемпіонату Танзанії, Прем'єр-лізі. Домашні матчі проводять на стадіоні «Нангванда Сіжаона», який вміщує 15000 глядачів.